# Internationale Wielertrofee Jong Maar Moedig
El Internationale Wielertrofee Jong Maar Moedig és una cursa ciclista belga que es disputa als voltants de Gooik (Brabant Flamenc). La primera edició es disputà el 1986 amb el nom de Gran Premi Jerry Blondel. El 1988 passà a anomenar-se Trofeu Internacional Jerry Blondel i el 1998 va adoptar el nom d'Internationale Wielertrofee Jong Maar Moedig, amb el qual va ser coneguda fins al 2019, any en què es va disputar la darrera edició. El 2005 va entrar a formar part de l'UCI Europa Tour.

## Palmarès

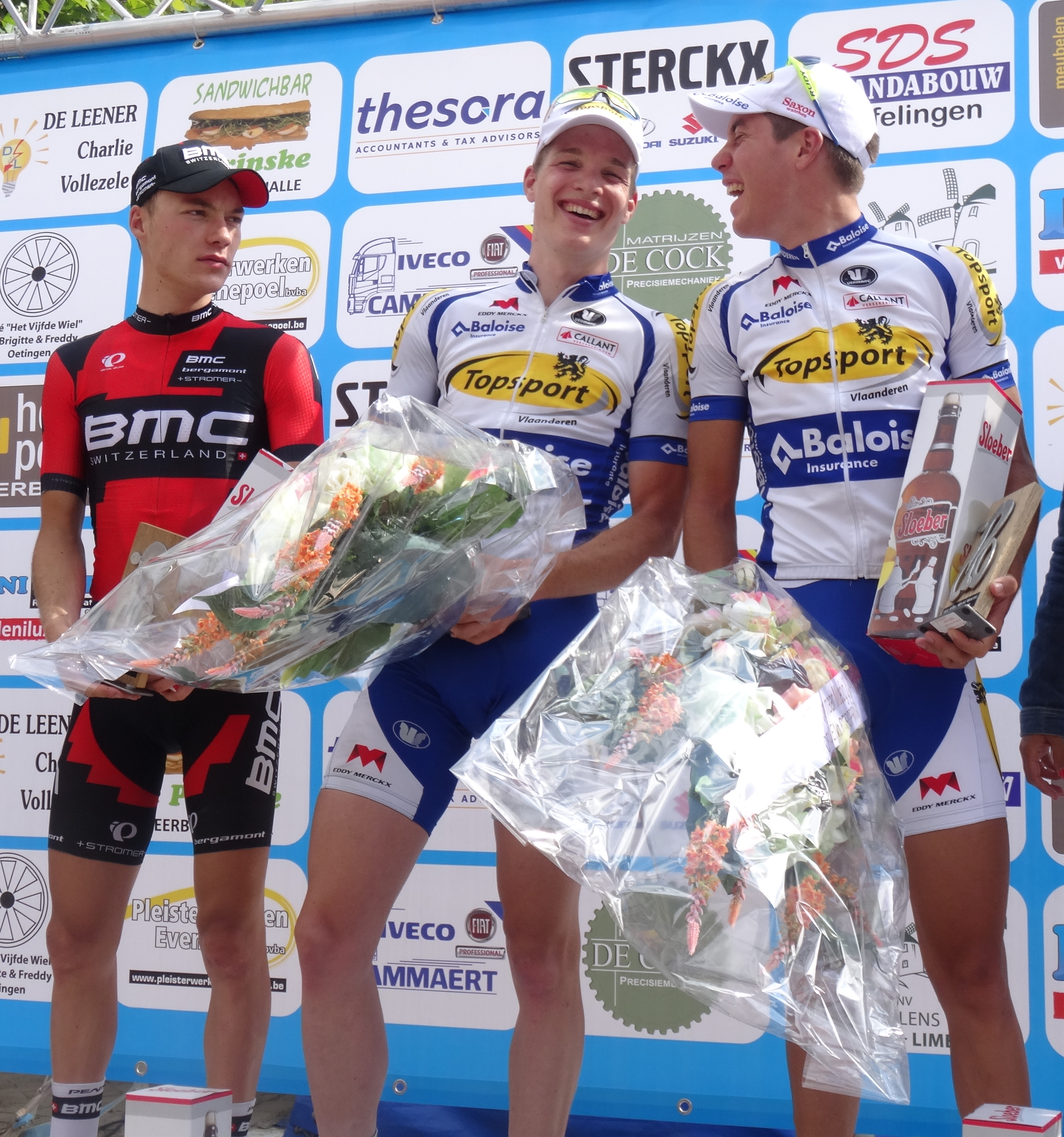
2014 : Loïc Vliegen (2), Gijs Van Hoecke (1) & Jelle Wallays (3).

| Any                                          | Vencedor                 | Segon                  | Tercer                   |
| -------------------------------------------- | ------------------------ | ---------------------- | ------------------------ |
| Gran Premi Jerry Blondel                     |                          |                        |                          |
| 1985                                         | Greg Moens               | Luc Caluwaerts         | Jean-Marie De Nil        |
| 1986                                         | Rudi Van Der Haegen      | Frank Raskin           | Cor van Dijck            |
| Trofeu internacional Jerry Blondel           |                          |                        |                          |
| 1987                                         | Peter De Clercq          | Marc Brock             | Marcos Mazzaron          |
| 1988                                         | Marc Brock               | José Botteldoorn       | Chris Desaeger           |
| 1989                                         | Alain Van den Bossche    | Wanderley Magalhaes    | Rinus Ansems             |
| 1990                                         | Tom Desmet               | Jan Van Donink         | Peter Farazijn           |
| 1991                                         | Peter Van Petegem        | Chris Peers            | Claude Rudelopt          |
| 1992                                         | Frank Corvers            | Michel Nottebart       | Geert Van Bondt          |
| 1993                                         | Sébastien Van Den Abeele | Edwin Rutten           | Carl Roes                |
| 1994                                         | Denis Francois           | Vadim Volar            | Gerdy Goossens           |
| 1995                                         | Steve De Wolf            | Mario Aerts            | Gert Vanderaerden        |
| 1996                                         | Frederic Moerman         | Kris Matthijs          | Steven De Neef           |
| 1997                                         | Danny In 't Ven          | Marc Patry             | Michel Zanoli            |
| Internationale Wielertrofee Jong Maar Moedig |                          |                        |                          |
| 1998                                         | Matthé Pronk             | Mathew Hayman          | Stefan van Dijk          |
| 1999                                         | Stefan van Dijk          | Kirk O'Bee             | Coen Boerman             |
| 2000                                         | Chris Newton             | Marc Vlijm             | David Debremaeker        |
| 2001                                         | Tom Boonen               | Kevin Van Impe         | Frédéric Amorison        |
| 2002                                         | Michael Blanchy          | Danny In 't Ven        | Julien Smink             |
| 2003                                         | Hans De Meester          | David Boucher          | Christophe Beddegenoodts |
| 2004                                         | Daniel Verelst           | Hans De Meester        | Zakaria El Darabna       |
| 2005                                         | Gert Vanderaerden        | Glen Chadwick          | Sven Vanthourenhout      |
| 2006                                         | Greg Van Avermaet        | Bert De Waele          | Stijn Vandenbergh        |
| 2007                                         | Sven Nys                 | Frank Dressler-Lehnhof | Stijn Neirynck           |
| 2008                                         | Stijn Neirynck           | Maarten Neyens         | Maarten De Jonge         |
| 2009                                         | Thomas De Gendt          | Thomas Berkhout        | Tom Criel                |
| 2010                                         | Sven Jodts               | Koen Barbé             | Reno De Keulenaer        |
| 2011                                         | Bert Scheirlinckx        | Bert De Waele          | Floris Goesinnen         |
| 2012                                         | Tim Declercq             | Kjell Van Driessche    | Davy Commeyne            |
| 2013                                         | Tim Declercq             | Kenneth Vanbilsen      | Dylan van Baarle         |
| 2014                                         | Gijs Van Hoecke          | Loïc Vliegen           | Jelle Wallays            |
| 2015                                         | Dimitri Claeys           | Floris Gerts           | Tim De Troyer            |
| 2016                                         | Jerome Baugnies          | Dimitri Claeys         | Gregory Habeaux          |
| 2017                                         | Toon Aerts               | Joeri Stallaert        | Corne van Kessel         |
| 2018                                         | Jérôme Baugnies          | Olivier Pardini        | Quinten Hermans          |
| 2019                                         | Julien Van Den Brande    | Kenneth Van Rooy       | Thimo Willems            |